# Зубатка
Зубатка (Anarhichas) — рід морських променеперих риб, що належать до родини зубаткових (Anarhichadidae). Ці риби водяться в Північній Атлантиці й Тихому океані.

## Таксономія
Anarhichas вперше був запропонований як рід Карлом Ліннеєм у 10-му виданні Systema Naturae, коли він описав типовий вид A. lupus з «північного Англійського океану». Рід є одним із двох у родині зубаткових (Anarhichadidae), яка класифікується в ряді Scorpaeniformes у підряді Zoarcoidei 5-м виданням Риб світу. Назва роду Anarhichas — це давньогрецька назва A. lupus і означає «скелелаз», у свою чергу, походить від грецького anarrhichesis, що означає «підійматися або підніматися». Це може бути натяком на стародавнє повір'я про те, що A. lupus покидали воду і піднімалися на скелі.

## Види
Anarhichas має чотири види:
- Anarhichas denticulatus Krøyer, 1845
- Anarhichas lupus Linnaeus, 1758
- Anarhichas minor Ólafsson, 1772
- Anarhichas orientalis Pallas, 1814

## Характеристики
Anarhichas мають сильно стиснуте і помірно видовжене тіло. Довгий спинний плавець починається з голови і має від 69 до 88 колючок. Анальний плавник містить від 42 до 55 м'яких променів. Хвостовий плавець відокремлений від інших серединних плавців. Є одна пара ніздрів. Луска, якщо вона є, циклоїдна, крихітна і не перекривається. На голові є добре розвинені чутливі до руху сенсорні канали, і з віком риби пори дуже розширюються. Є 1 або 2 бічні лінії, що складаються з поверхневих нейромастів. Є міцні конічні зуби в передній частині щелеп і великі корінні зуби в задній частині. Найдовша опублікована загальна довжина — 180 см у A. denticulatus і A. minor, тоді як найменший вид із загальною довжиною 112 см — це A. orientalis.

## Поширення і середовище проживання
Anarhichas зустрічаються в північній частині Північної Атлантики та північній частині Тихого океану. Це донні риби, які мешкають у мілководних і помірно глибоких холодних морях.

## Рибальство
Ловлять Anarhichas за допомогою донних тралів, ярусів і донних неводів. Використовуються в їжу, переробляються на риб'ячий жир, а шкіру можна використовувати для виготовлення шкіряних виробів. Цільовими видами є в основному Anarhichas lupus і Anarhichas minor.